# Casa Havilah Babcock
La Casa Havilah Babcock se encuentra en Neenah, Wisconsin, Estados Unidos. 

## Historia
La casa, diseñada por William Waters, fue construida para Havilah Babcock, cofundadora de Kimberly-Clark. Fue incluida en el Registro Nacional de Lugares Históricos en 1974 y en el Registro Estatal de Lugares Históricos en 1989.